# Wologazes VI
Wologazes VI (Wologezes VI) – syn Wologazesa V, król Partów od 208.
Wkrótce po przejęciu władzy po śmierci ojca Wologazesa V w 208, Wologazes wysłał poselstwo do cesarza Septymiusza Sewera pod przewodnictwem Gocesa. Celem misji było zapewne potwierdzenie pokojowych stosunków. Około 212/213 przeciwko panowaniu Wologazesa wystąpił jego brat Artabanus IV, który opanował Medię oraz wschodnie satrapie i z czasem sam został władcą w latach 216–224.
Około 215 na dworze Wologazesa szukali schronienia filozof-cynik Antioch oraz książę Tirydates. Cesarz Karakalla zażądał ich wydania, na co Wologazes zgodził się. W następnym roku Karakalla złożył propozycję poślubienia córki Artabanusa IV, co może świadczyć o tym, że Wologazes utracił znaczenie. Prawdopodobnie Wologazes otrzymał od brata część Babilonii, gdyż ostatnia znana moneta z jego wizerunkiem pochodzi z 228 roku, czyli już po obaleniu władzy Arsakidów w Partii przez Sasanidów.